# Ptinus agarici
Ptinus agarici là một loài bọ cánh cứng trong họ Ptinidae. Loài này được Schrank miêu tả khoa học năm 1798.